# Herder-Gymnasium Minden
Das Herder-Gymnasium der Stadt Minden mit Caroline-von-Humboldt-Gymnasium in der ostwestfälischen Stadt Minden ist ein Gymnasium in städtischer Trägerschaft und eins von drei Gymnasien.

## Geschichte

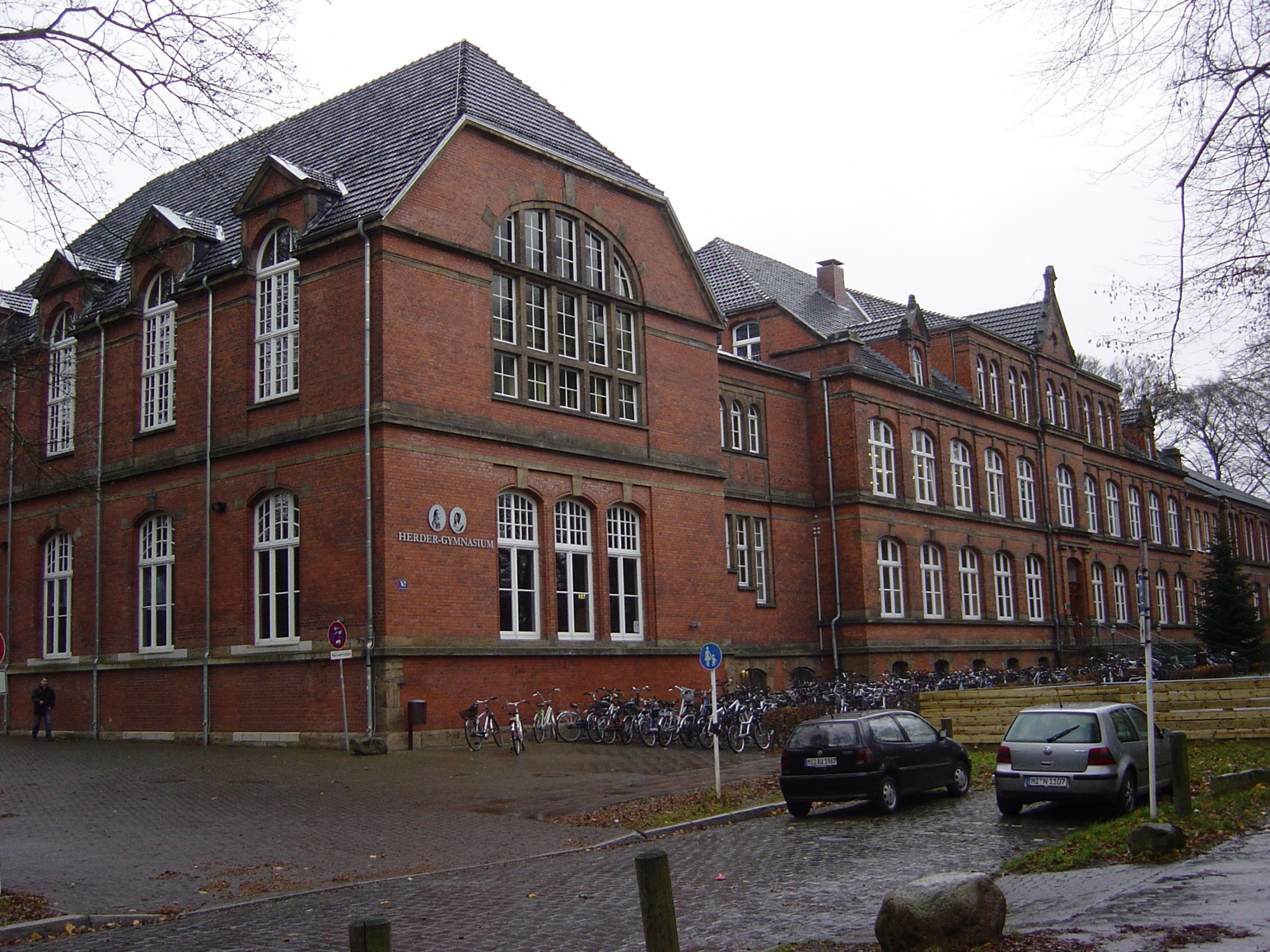
Das Herder-Gymnasium in Minden

Am heutigen Standort in der Brüningstraße mitten im Mindener Glacis besteht seit 1964 das Herder-Gymnasium. 1988 erfolgte die Vereinigung mit dem Caroline-von-Humboldt-Gymnasium. Seitdem ist es unter dem Namen Herder-Gymnasium mit Caroline-von-Humboldt-Gymnasium, gegründet 1826 bekannt.

### Caroline-von-Humboldt-Gymnasium
Das Caroline-von-Humboldt-Gymnasium wurde als Höhere Töchterschule unter dem Namen Städtische Mindener Töchterschule 1826 gegründet. In den ersten Jahren wurden Töchter gehobener bürgerlicher Familien in angemieteten Räumen der Hohe Straße 6 unterrichtet. 1861 erhielt die Schule ein eigenes Schulgebäude am Martinikirchhof. 1895 zog die Schule  an den jetzigen Standort in der Brüningstraße. Von da an wurde sie als Höhere Mädchenschule geführt. 1909 erfolgte die Anerkennung als höhere Lehranstalt, bestehend aus der Höheren Mädchenschule (429 Schülerinnen) mit Lyzeum (74 Schülerinnen) und Lehrerinnenseminar als Oberstufe. 1923 wurde mit der Ausbildung zur allgemeinen Hochschulreife begonnen, die erstmals 1926 von sechs Abiturientinnen abgeschlossen wurde. Seit den 1920er Jahren wurde die Schule als Neusprachliches Mädchengymnasium mit Frauenoberschule betrieben. Am 24. Oktober 1963 zog das Mädchengymnasium in den errichteten Neubau auf dem ehemaligen Königsplatz zwischen Königswall und Botanischen Garten. Im Juli 1967 wurde der Einrichtung zur Ehrung von Caroline von Humboldt den Namen Caroline-von-Humboldt-Gymnasium verliehen. Caroline von Humboldt wurde als Tochter der Familie Dacheröden in Minden geboren. 1974 wurde die Schule in ein koedukatives Gymnasium für Mädchen und Jungen umgestaltet.

### Herder-Gymnasium
Mit dem Umzug des Mädchengymnasiums auf dem ehemaligen Königsplatz wurde mit den Renovierungen der Gebäude in der Brüningstraße begonnen. Die Stadt plante neben dem Besselgymnasium, dem Ratsgymnasium und dem Mädchengymnasium ein viertes Gymnasium zu errichten. Aus Kostengründen konnte jedoch kein Neubau finanziert werden. 1964 wurde mit dem Schulbetrieb des Städtischen neusprachlichen Gymnasiums für Jungen und Mädchen begonnen. Dafür wechselten Schülerinnen und Schüler vom Mädchengymnasium und dem Besselgymnasium an das neue Gymnasium. Es bestand somit aus acht Jungen-Klassen mit 214 Schülern und weiteren Mädchen-Klassen sowie aus einer Jungen- und einer Mädchensexta. Mädchen und Jungen wurden getrennt unterrichtet. Neben der getrennten Unterrichtung in Mädchenklassen und Jungenklassen gab es auch räumliche Trennungen: So wurde der Schulhof durch eine weiße Demarkationslinie mittig getrennt. Die Mädchen durften nur die ihnen zugewiesenen Flächen benutzen, die Jungen ebenso. Die Einhaltung dieser Vorschrift wurde in den Pausen vom Aufsichtspersonal überwacht; Verstöße wurden ins Klassenbuch eingetragen. Auch die Flure im alten Gebäude durften nicht gemeinsam benutzt werden. Die Flure des Erdgeschosses durften nur von Knaben betreten werden; die Mädchen erhielten das Obergeschoss. 1966 wurde das Herder um eine dreijährige Aufbaustufe für Realschulabsolventen erweitert. Hier entstanden die ersten gemischten Klassen (Jungen und Mädchen), sodass die Geschlechtertrennungen nach wenigen Jahren wegen ihrer nun ungleichen Handhabung aufgehoben wurde. Unter dem Namen Städtisches neusprachliches Gymnasium für Jungen und Mädchen in Aufbauform für Realschulabsolventen wird seitdem der Unterricht koedukativ gehalten. Im Juli 1967 erhielt die Schule ihren heutigen bekannten Namen Herder-Gymnasium, zu Ehren Johann Gottfried Herder, der fünf Jahre als Hofprediger in Bückeburg tätig war und dadurch eine heimatliche Verbindung zur Region besaß.
In den 1980er-Jahren begann die Stadt mit der Planung zur Errichtung einer Gesamtschule, was mit politischen Auseinandersetzungen einherging. Im Hinblick sinkender Schülerzahlen an den vier Gymnasien, sollte eins davon geschlossen werden. Entschieden wurde zwischen dem Caroline-von-Humboldt-Gymnasium und dem Herder-Gymnasium, wobei ersteres in der Regel höhere Schülerzahlen hatte und dadurch mehr Abiturienten hervorbrachte. Zudem befand sich das Caroline-von-Humboldt-Gymnasium in einem relativ guten Bauzustand und bot Platz für Gebäudeerweiterungen. Trotzdem war schlussendlich die Zahl der Anmeldungen für die neuen fünften Klassen ausschlaggebend. Am Herder hatten sich geringfügig mehr Schüler für das neue Schuljahr angemeldet, sodass in der Stadtverordnetenversammlung der Stadt Minden beschlossen wurde das Caroline-von-Humboldt-Gymnasium aufzulösen. Seit dem Schuljahr 1986/87 kooperierten beide Schulen und am Ende des Schuljahres 1987/88 wurde das Caroline-von-Humboldt-Gymnasium an das Herder-Gymnasium angegliedert. Am ehemaligen Standort des Caroline-von-Humboldt-Gymnasiums wurde für die neue Gesamtschule Erweiterungs- und Umbaumaßnahmen begonnen. Parallel zu den Baumaßnahmen wurde im September 1986 der Schulbetrieb der Kurt-Tucholsky-Gesamtschule Minden aufgenommen.
Trotz der Zusammenlegung beider Schulen bewegten sich die Schülerzahlen in den 1990er-Jahren auf einem Niveau der 1970er-Jahre mit 800 bis 900 Schülern. Auch die erweiterte Nutzung der ehemaligen Heideschule als Außenstelle konnte nicht das eigentliche Problem der Sanierbedürftigkeit und Notwendigkeit eines erweiterten neuen Gebäudekomplexes lösen. Ende der 1990er Jahre begann die Stadt mit umfangreichen baulichen Sanierungen der beiden Altgebäude und der Errichtung eines Erweiterungstraktes. 2003 wurde dieser fertiggestellt und 2007 endeten die Sanierungen am Altbau. Mit Beginn der städtischen Investitionen stiegen auch die Schülerzahlen wieder an. Seit dem Schuljahr 2005/06 erreichen jährlich über 100 Schüler das Abitur und dem Höhepunkt 2012/13 durch den doppelten Abiturjahrgang  mit 280 Absolventen.
2014 feierte die Schule ihr 50-jähriges Bestehen. Bis zu diesem Zeitpunkt wurden rund 4500 Schülerinnen und Schülern zum Abitur geführt.

## Profil
Das Konzept der Schule ist in drei Aufgabenfelder gegliedert: Sprachen, Gesellschaftswissenschaften und Naturwissenschaften. Neben Deutsch werden als Fremdsprachen Englisch, Französisch, Latein, Russisch und Spanisch unterrichtet. Dazu können Sprachzertifikate in Englisch (Cambridge Certificate) und Französisch (DELF-DALF-Programm) erworben werden.
Als gesellschaftswissenschaftliche Fächer werden Erdkunde, Geschichte, Politik/Wirtschaft – ab der Oberstufe Sozialwissenschaften – und Erziehungswissenschaft gelehrt. Zudem wird ein fächerübergreifender Kurs in Kooperation mit der Partnerschule Malibwi Secondary School im ostafrikanischen Tansania angeboten.
Als anerkannte MINT-freundliche Schule werden die mathematisch-naturwissenschaftlich-technischen Fächer Mathematik, Physik, Biologie, Chemie und Informatik unterrichtet.
Neben den Fächern, die einem Aufgabenbereich zugeordnet sind, werden am Herder-Gymnasium noch die Fächer Philosophie, Praktische Philosophie, Sport, Katholische Religionslehre und Evangelische Religionslehre unterrichtet.
Für das Schuljahr 2023/2024 ist die Schule als Bündelungsgymnasium ausgewiesen.

## Kooperation
Seit 1966 wird das Gymnasium durch einen Förderverein unterstützt. Mit der Eingliederung des Caroline-von-Humboldt-Gymnasiums wurde der Elternverein der Caroline Teil der des Herders. Daraus entstand die Gesellschaft der Förderer des Herder Gymnasiums e.V. Zusammen mit dem Lehrerkollegium und der Elternschaft unterstützt der Förderverein das Gymnasium bei ideellen und finanziellen Aufgaben. Seit Februar 2001 kooperiert das Herder-Gymnasium mit dem in Porta Westfalica ansässigen Unternehmen der Rose Systemtechnik, ein Spartenunternehmen der Phoenix Mecano. Ebenfalls wurde 2001 von ehemaligen Schülern des Herder-Gymnasiums der eher-Minden-Verein gegründet. Dieser hat sich zum Ziel gesetzt, den Kontakt zwischen ehemaligen Schülern zu fördern und die Schule im Rahmen vorhandener Möglichkeiten zu unterstützen.

## Ehemalige Schüler
- Hans-Jürgen Amtage (* 1958), Journalist, ehemaliger stellvertretender Chefredakteur des Mindener Tageblatts
- Melina Sophie Baumann (* 1995), Web-Video-Produzentin
- Michael Buhre (* 1961), Politiker (SPD), Bürgermeister der Stadt Minden 2004–2015; Abitur 1980
- Michael Jäcke (* 1961), Politiker (SPD), Bürgermeister der Stadt Minden seit 2015; Abitur 1980
- Daniel Krause (* 1980), Autor; Abitur 1999
- Kirstin Korte (* 1955), Politikerin (CDU), Landtagsabgeordnete in Nordrhein-Westfalen seit 2012; Abitur 1975 am Caroline-von-Humboldt-Gymnasium
- Sabine Leutheusser-Schnarrenberger (* 1951), Politikerin (FDP), Bundesjustizministerin a. D.; Abitur 1970 am Caroline-von-Humboldt-Gymnasium
- Christoph Pepper (* 1957), Journalist, ehemaliger Chefredakteur und Mitherausgeber des Mindener Tageblatts
- Wolfgang Rathert (* 1960), Musikwissenschaftler, Professor an der Ludwig-Maximilians-Universität München; Abitur 1979
- Martin Schmeding (* 1975), Kirchenmusiker und Organist